# 小鞍叶羊蹄甲
小鞍叶羊蹄甲（学名：Bauhinia brachycarpa var. microphylla）为豆科羊蹄甲属下的一个变种。其变种加词microphylla，意为“小叶的”。